# Hugues de Morville (évêque)
Pour les articles homonymes, voir Hugues de Morville.
Hugues de Morville ou Hugues Néret (vers 1160 - 26 décembre 1238) est un prélat français du Moyen Âge, qui fut évêque de Coutances de 1208 à 1238.

## Biographie
Hugues de Morville est le fils de Herbert, seigneur de Morville, et d'Emmeline sa femme, et frère du cardinal Raoul de Morville, d'un autre Raoul, chanoine de Coutances, et d'Auvray, Guillaume et Nicolas de Morville ses autres frères.
Archidiacre de Coutances en 1191, il est juge délégué par le pape Innocent III en 1201 pour enquêter sur la destruction de la cathédrale de Rouen par les rouennais. Qualifié de magister, il sortait peut-être de l'université de Paris.
Il obtient avec le soutien du roi Philippe Auguste l'évêché de Coutances, à la mort de Vivien. Il est élu vers 1208 par le chapitre cathédral. Dès le début de son épiscopat, Hugues de Morville entreprend la reconstruction du chœur de la cathédrale de Coutances, dans le style gothique. Pour cela, il démolit l'ancien chœur roman et les travaux débutés vers 1212 se termineront vers 1230. Il fonde en juillet 1209 l'Hôtel-Dieu de Coutances, qu'il confie en 1217 à des augustins,.
Il meurt en 1238 dans le palais épiscopal et est inhumé dans le chœur reconstruit de la cathédrale.

## Héraldique
Ses armes seraient : de sinople au lion d'or